# Christian Friedrich Harleß

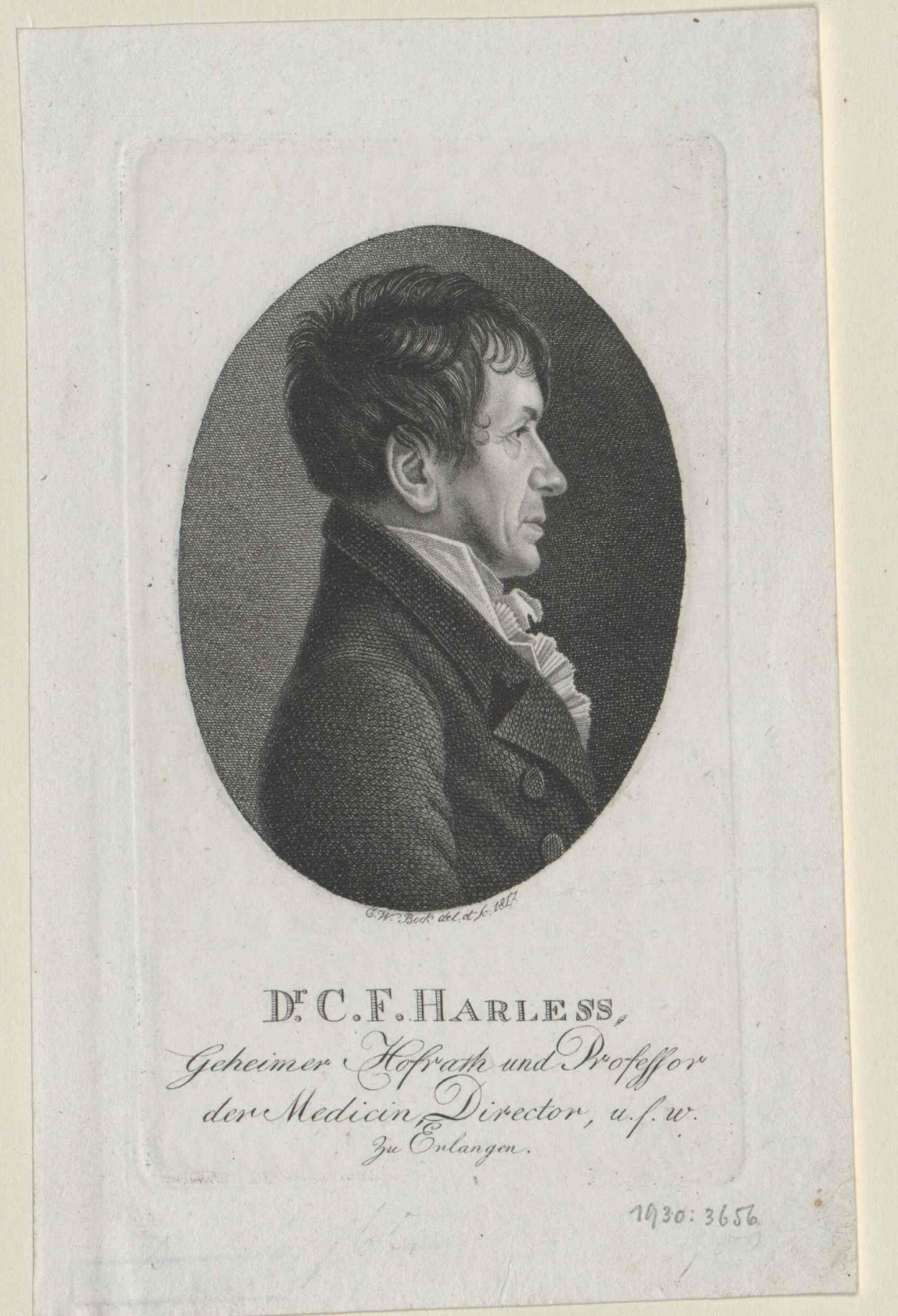
Christian Friedrich Harleß (Kupferstich von G. W. Bock, 1817)

Johann Christian Friedrich Harleß, auch Christian Harless (* 11. Juli 1773 in Erlangen; † 11. März 1853 in Bonn) war ein deutscher Mediziner.

## Leben
Christian Friedrich Harleß, Sohn des Humanisten Gottlieb Christoph Harleß und dessen zweiter Ehefrau Sophie Henriette Weiß, studierte in Erlangen und erhielt 1796 eine außerordentliche Professur der Medizin. Von 1801 bis 1803 lebte er in Italien, um sich unter Johann Peter Frank in Pavia weiter auszubilden, wurde dann 1805 ordentlicher Professor und Mitdirektor des klinischen Instituts in seiner Vaterstadt und folgte 1818 dem Ruf als Professor der Pathologie und Therapie nach Bonn, wo er am 11. März 1853 starb. Sein Grab befindet sich auf dem Alten Friedhof in Bonn, dort liegt auch seine zweite Ehefrau Christiane Friederike, geborene Saalmüller (1787–1851) begraben. Harleß hinterließ zwei Söhne: den Herforder Philologen Hermann Harleß (geboren 1801 aus erster Ehe) und den Düsseldorfer Archivar Woldemar Harleß (geboren 1828 aus zweiter Ehe).

## Werk
Im Jahr 1812 wies Harleß auf die Möglichkeit des Übergangs einer akuten Pankreatitis in eine chronische Entzündung der Bauchspeicheldrüse hin. Ausgehend von der Naturphilosophie Schellings entwickelte Harleß eine Theorie der Elektrizität und ein elektrophysiologisches Konzept sowie eine entsprechende Elektropathologie.

## Ehrungen
Im Jahr 1796 wurde Christian Harleß zum Mitglied der Deutschen Akademie der Naturforscher Leopoldina gewählt. 1815 wurde er zum korrespondierenden Mitglied der Göttinger Akademie der Wissenschaften gewählt.

## Schriften
- Versuch einer vollständigen Geschichte der Hirn- und Nervenlehre im Alterthume. Schubart, Erlangen 1801 (Digitalisat).
- Über die Krankheiten des Pankreas mit besonderer Berücksichtigung der Phthisis pancreatica und mit einleitenden Bemerkungen über Schwindsuchten überhaupt. Schrag, Nürnberg 1812. (Digitalisat)
- Lehrbuch der spezifischen Heilkunde. Schrag, Nürnberg 1816.
- Vorschlag und Aufforderung an die Medicinalbehörden und Ärzte Teutschlands zur Gründung und Einführung einer allgemeinen teutschen National-Pharmacopoe. Kunz, Bamberg 1816 (Digitalisat der Universitäts- und Landesbibliothek Düsseldorf).
- Handbuch der ärztlichen Klinik. 3 Bände, Weidmann, Leipzig 1817–1826.
  - Bd. 1: Die Grundzüge der allgemeinen Lebens- und Krankheitslehre : zum Gebrauch für den akademischen Unterricht, so wie auch zur Einleitung in die Klinik, 1817
  - Bd. 2: Neues praktisches System der speciellen Nosologie
    - Bd. 2,1: Die allgemeine Grundlage des Systems; sodann die Klassen der Nerven- und Krampfkrankheiten, und der gesammten Fieber und Entzündungen, 1824.
    - Bd. 2,2: Die fieberhaften und chronischen Cachexieen, 1826.
- De sanguine variisque fluidis animalibus experimenta microscopica. Thormann, Bonn 1823 (Digitalisat der Universitäts- und Landesbibliothek Düsseldorf).
- Die Verdienste der Frauen um Naturwissenschaft, Gesundheits- und Heilkunde sowie auch um Länder-, Völker- und Menschenkunde von der ältesten Zeit bis auf die neueste. Vandenhoeck & Ruprecht, Göttingen 1830 (Digitalisat)
- Die sämmtlichen bisher in Gebrauch gekommenen Heilquellen und Kurbäder des südlichen und mittleren Europas, West-Asiens, und Nord-Afrikas, in alter und neuester Zeit: eine historische, topographische, phys.-chemische und therapeutische Darstellung derselben und ihrer Gebrauchsweisen. Nauck, Berlin 1846–1848 (unvollendet)
  - Bd. 1: Die Heilquellen und Kurbäder Griechenlands und seiner Inseln, der europäischen Türkei, West-Asiens, sammt dem Kaukasus, Palästina's, Arabiens und Nord-Afrikas : Mit einer historischen Einleitung in die älteste Geschichte der Mineralquellen und Kurbäder, insbesondere in Griechenland, 1846
  - Bd. 2: Die Heilquellen und Kurbäder Italiens: vollständig in ihren historischen, topographischen, physisch-chemischen und therapeutischen Beziehungen, 1848.

Ein Teil seiner kleineren Schriften erschien unter dem Titel: Opera minora academica (Leipzig 1815). Er gab auch das Journal der ausländischen medizinischen Literatur (mit Christoph Wilhelm Hufeland und Schreyer, Nürnberg 1802–1810, 10 Bände), die Jahrbücher der deutschen Medizin und Chirurgie (Nürnberg 1813–1819) und die Rheinischen Jahrbücher (1819 ff.) heraus.